# 法国小馆儿
法国小馆儿（英語：'Allo 'Allo!）是一部英国情景喜剧，设定在二战期间纳粹德国占领的一个法国小村庄的一家餐馆中，错综复杂的情节中包含了很多笑料。节目中的角色来自不同欧洲国家，说着不同口音的英语。
本剧在1982年到1992年间于英國廣播公司第一台播出了85集，2007年，现存的演员拍摄了一集重聚特别篇。在2004年的英国最佳喜剧评选中，本剧排名第13。